# Середземноморський університет Екс-Марсель II
Середземноморський університет Екс-Марсель II (фр. Université de la Méditerranée, раніше Marseille II) — французький університет, що раніше знаходився у складі Academie de Aix-Marseille, заснованої у кількох ділянках Екс-ан-Провансу і Марселя на півдні Франції. Спеціалізується в області охорони здоров'я, спорту і економіки.